# Филлипс, Андре
Андре Ламар Филлипс (англ. André Lamar Phillips; род. 5 сентября 1959, Милуоки, США) — американский легкоатлет, специализирующийся на беге с барьерами, олимпийский чемпион 1988 года.

## Биография
Филлипс учился в Калифорнийском университете в Лос-Анджелесе, где в 1981 году одержал победу в беге на 400 метров с барьерами на чемпионате NCAA.
До этого он обучался в средней школе Силвер-Крик в Сан-Хосе (штат Калифорния), где в 1977 году выиграл забег на 330 ярдов с барьерами на чемпионате штата «CIF California State Meet». Его результат — 37,1 секунды — до сих пор остаётся рекордом школы в этой дисциплине.
Филлипс входит в число двух олимпийских призёров, выпускников средней школы Силвер-Крик, наряду с Миллардом Хэмптоном — победителем эстафеты 4×100 метров на Олимпийских играх 1976 года и серебряным призёром на дистанции 200 метров. Это редкий случай, когда два несвязанных между собой олимпийских чемпиона представляют одну и ту же школу.
В честь их достижений в Силвер-Крик ежегодно проводится легкоатлетический турнир «Hampton-Phillips Classic».
В 2009 году Филлипс был включён в Национальный зал славы лёгкой атлетики США.